# 마마다정
마마다정(間々田町)은 도치기현의 남부 시모쓰가군에 속했던 정이다. 현재의 오야마시에 해당한다.

## 역사
- 1889년 4월 1일 - 정촌제 시행에 의해 시모쓰가군 마마다촌이 성립하였다.
- 1922년 4월 1일 - 정으로 승격해 마마다정이 되었다.
- 1955년 4월 25일 - 마마다정과 나마이촌이 합병해 신 마마다정이 되었다.
- 1956년 9월 30일 - 사무카와촌을 편입하였다.
- 1963년 4월 18일 - 미타촌과 함께 오야마시에 편입되었다.

## 인구
- 1920년…5,519명
- 1925년…5,871명
- 1930년…6,130명
- 1935년…6,417명
- 1940년…6,782명
- 1947년…9,987명
- 1950년…10,155명

## 교통

### 철도
- 일본국유철도 (현 동일본 여객철도)
  - 료모선